# Донован Джаворонок
Донован Джаворонок (чеськ. Donovan Džavoronok; нар. 23 липня 1997, Брно) — чеський волейболіст, догравальник, гравець італійського клубу «Рана Верона» з Верони і збірної Чехії.

## Життєпис
Тато — Мілан Джаворонок (нар. 1961) — чеський пляжний і класичний (зальний) волейболіст, срібний призер чемпіонат Європи з пляжного волейболу 1995.
Грав у клубах «Волейбал» (Берно, 2013–2014), «Леви» (Прага, 2014–2015) «Карловарсько» (Карлові Вари, 2015–2016), «Джі Ґруп» (Gi Group Monza, Монца, 2016–2022), «Шахдаб Єзд» (Єзд, Іран, 2021), «Ітас Трентіно» (Тренто, (2022–2023).

### Досягнення
У збірній
- срібний призер Кубка претендентів 2018,
- срібний призер Золотої Євроліги 2018

Клубні
- володар Кубка ЄКВ 2022,
- чемпіон Італії 2023.

Особисті
- найкращий гравець Чеської Екстраліги 2014—2015,
- найкращий догравальник Кубка Італії 2018—2019[6].